# Statsfartyg
Statsfartyg är fartyg som ägs eller utnyttjas av en stat för syften som inte är kommersiella.
Exempel på statsfartyg är
- Örlogsfartyg
- Forskningsfartyg
- Isbrytare
- Sjömätningsfartyg